# Зоран Јоксимовић
Зоран Јоксимовић (Брезовица, 12. септембар 1932 — Ваљево, 26. април 2015) био је српски књижевник, историчар и новинар. Добитник је више награда за научно дело.

## Биографија
Рођен у селу Брезовици, у Тамнави, 12. септембра 1932. Основну школу је учио у Брезовици (1939—1943), гимназију у Ваљеву (1945—1952), а славистику и југословенске књижевности са српскохрватским језиком студирао је у Београду (1952—1957).
Скоро цео радни век провео у новинарству. Као ученик покренуо је лист Реч омладине (1952). У ваљевском Напреду био је новинар-уредник културне рубрике и фељтона (1957.-1961. и 1966.-1990), уредник листа (1961), главни и одговорни уредник (1962—1964. и 1966-1970), а директор (1962—1964). Био је управник волонтер Градске библиотеке (1963), и кустос у Народном музеју (1965-1966) у Ваљеву.
Радио је и као дописник Вечерњих новости и Танјуга. Уређивао је дечји лист Полет (1958—1961) и Сусрети (1971—1976).
Члан редакција и уређивачких одбора: У ствари (1960—1961), Вуков сабор (1971-1976), Гласник ИАВ (1959—1971), Гимназијалац (јубиларни 1980. и 1990), ГИРО Милић Ракић (1980—1994) и др.
Зоран Јоксимовић је двадесет година (1991—2010), био један од двојице уредника Календара Колубара, (једно време Ваљевац) и редактор Биографског лексикона Ваљевског краја (1996—2010).
Уређивао је републички часопис Књижар (2000—2010).
Уредио је и књиге Гола Глава и њена школа и Сто година Основне школе у Памбуковици, као и књигу Матуранти Ваљевске гимназије 1952. (о педесетогодишњици полагања испита зрелости).
Био је члан је Удружења новинара Србије од 1957, и Удружења књижевника Србије (1962).
Преминуо је у Ваљеву 26. априла 2015. године.

## Награде
Радови Зорана Јоксимовића награђивани су на анонимним конкурсима: приче у Шапцу, Крушевцу, Нишу, Лесковцу, Београду, Сарајеву, Скопљу; романе Последње лето и Петљаревић и остали наградио је Телеграм у Загребу (1966. и 1967); романсирану биографију Живот Драгојла Дудића и повест Јачи од ватре наградила је Фондација Драгојло Дудић (1972. и 1974).

## Дело
Његово дело је било разноврсно и богато. Аутор је прича, приповедака, романа, романсираних биографија, фељтона, хроника, чланака, критика, записа, портета, интервјуа, позоришних, радио и ТВ сценарија, библиографија. Поједине књиге Зорана Јоксимовића доживеле су више издања, драматизоване и позоришно извођене.
Превођен је на мађарски, македонски, руски и енглески језик. Осим књижевног рада Јоксимовић изучава прошлост Ваљева, Ваљевског краја и, у новије време, Тамнаве, XIX и XX века у широком жанровском и тематском распону од политичке, привредне историје и демографије до историје културе, уметности и штампе. Његово вишегодишње књижевно, новинарско и уредничко искуство, послужило му је за веома успешан и цењен редакторски рад који је и језички стручан.

## Књиге
- Сенке ветровима однесене, приповетке, Београд 1961;
- Драгојло Дудић, кратка биографија, Београд 1964;
- Село Драгојла Дудића, хроника, Нови Сад 1966;
- Ваљево, град устаника (с групом аутора) Београд 1967;
- Последње лето, роман, Ријека 1968;
- Порука испод вешала, повест, Ваљево 1971;
- Живот Драгојла Дудића, романсирана биографија, Београд 1974;
- Јачи од ватре, повест Ваљево 1977;
- Подриње и Колубара, туристички водич (с групом аутора), Београд 1979;
- Петљаревић и остали, роман, Ваљево 1980;
- Револуционарни раднички покрет у Ваљевском крају 1919—1941, хроника, Ваљево 1981;
- Сунце у високом луку, приповетке (предговор Сл. Ж. Марковић), Ваљево 1982;
- Драгојло Дудић, Ваљево 1987.
- Изабрана проза (избор Остоја Продановић), Ваљево 2012;